# لئانی‌فالو
لِئانی‌فالو (به مجاری:  Leányfalu) یک شهرداری در مجارستان است که در ناحیه سنت‌اندره واقع شده‌است. لِئانی‌فالو ۱۵٫۳۷ کیلومتر مربع مساحت و ۳٬۱۵۹ نفر جمعیت دارد.